# Hazeliushuset
Hazeliushuset är en historisk malmgårdsbyggnad på Skansen i Stockholm. 

## Historik
Huset restes ursprungligen 1720 som en del av Henriksdals malmgård vid Surbrunnsgatan i nuvarande Vasastan i Stockholm. Fram till 1803 tillhörde det Isac Fritz sidenväveri, varefter det byggdes om till bostad och fick sitt nuvarande utseende.
Husets namn kommer av Artur Hazelius, Nordiska museets och Skansens grundare, som föddes i huset 1833. I huset låg också Evangeliska Fosterlandsstiftelsens första missionsinstitut. EFS hyrde in sig hösten 1862  fram till 1863, då man flyttade till Bromma och grundade Johannelunds missionsinstitut. 1865 omvandlades huset till Asylet för Pauvres Honteux.
Byggnaden flyttades till Skansen 1926. Inredningsstilen är empir. Hörnrummet till höger om förstugan bryter av från husets övriga inredning. Här finns ett minnesrum över Artur Hazelius. Det är inrett med möbler och personliga tillhörigheter från Artur Hazelius hem i Gula huset på Skansen, där han bodde från 1892 till sin död 1901. Miljön är typisk för det sena 1800-talets borgerliga bostäder.